# しあわせ団地
『しあわせ団地』（しあわせだんち）は1999年から『週刊ヤングマガジン』または『別冊ヤングマガジン』で不定期連載されている蓮古田二郎の一話完結型のギャグ漫画である。講談社から発行されている単行本は14巻まで出ている。

## あらすじ
無職で全裸の野田はじめとその妻でパート勤めの野田さなえの貧乏夫婦が住まいである団地で珍事や騒動を巻き起こす悲喜劇。

## 登場人物
野田はじめ（のだ はじめ）
22歳（当初の設定では21歳であったが5巻49話で誕生日を迎える）、野田家の主。丸坊主で、「着替えの手間が減るから」という理由で自宅にいるときは全裸で過ごしている(最近では服を着ていることも多い)。外出時もTシャツに短パン姿を崩さない。また無職であり、一切働こうとする意思を見せず、生活の一切を妻の野田さなえに頼っている。性格は短気かつ自分勝手で妻に罵声を浴びせることは日常茶飯事だが、反面妻の怒りを買うと何も抵抗できなくなってしまうという小心な面も持つ。さなえとは小学校からの幼馴染で、さなえがはじめの初恋の相手でもある。新婚当初は髪の毛もあり割とさなえに対して優しく接していた模様だが、現在の様子になった経緯は不明。
母は既に他界しており、幼少の頃から極度の貧乏生活を強いられている。そのため貧乏生活にはいくらかの耐性を備え、意外にも倹約に長けた一面があり、さなえの家事炊事に対してある程度筋の通ったダメ出しや指南が出来る（ただし、普段の態度のせいでまともに取り合ってもらえない）。好きなものは虫、ガチャポン、お絵かき。
俯くと後頭部が物置台になるほどの絶壁頭であることをかなり気にしており、学生時代に「絶壁はじめ」のあだ名でバカにされていたこともあったため、聞くとトラウマがフラッシュバックするので禁句になっている。
野田さなえ（のだ さなえ）
19歳、野田はじめの妻。給食センターのパートで野田家の家計支えている。いつまで経っても子供っぽい性格で一切働こうとしない夫のはじめに半分愛想をつかせながらも、いつか働いてくれると信じ連れ添っている。食材の調達には生協も利用する。旧姓は青木。
普段はまともにメイクもしていない様子だがしっかりとメイクをすれば、はじめがデレデレになるほどの美人になる。貧乳であることを気にしており、それを連想させる言葉にさえ不快感を抱く。
学生時代に服が濡れて乳首が透けて見えるというアクシデントに遭ってしまい、「ビーチクさなえ」のあだ名でバカにされていたこともあったため、聞くとトラウマがフラッシュバックするので禁句になっている。
徳次郎（とくじろう）
野田家で飼われている雑種犬のペット。若い犬だがマイペースでのんびりと行動するため、やつれ気味の容姿も相俟って老犬のようにしか見えない。はじめたちが住む市が設置した不要犬ポストの中に虐待された姿でいたところをはじめが拾ってきた。野田家が住まう団地はペット禁止だが、無断で押し入れの中に入れて飼っている。
清水けんじ（しみず けんじ）
野田家の隣りに住んでいる同じ団地の住人。強面でサソリの養殖を生業としている。また美人妻のようことともに度々怪しい計画を立て野田家を苦しませている。
清水ようこ（しみず ようこ）
清水けんじの妻。団地屈指のスタイル抜群な美人妻で、二人の間には二児がいる。浮気癖があり、男性の好みはロマンス・グレーである。
前川のババア（まえかわの ばばあ）
はじめたちと同じ団地の棟の1階に住む初老の女性。一人暮らしで何かと野田家や団地住民にいちゃもんを付ける悪女。
さなえの父（さなえのちち）
一人娘のさなえを愛しているため、娘を奪い働きもしない野田はじめのことを忌み嫌っている。
若かりし頃はミュージシャン志望であった。
さなえの母（さなえのはは）
良妻賢母で夫と違いはじめを忌み嫌っている様子は無い、物語の中で最も常識のある人。
ジョージ
さなえの父が飼っている猿。溺愛されすぎたことが原因かワガママで暴れやすいがさなえの母の言うことは聞く。
万光寺住職（まんこうじじゅうしょく）
古びれた汚い寺の住職。悪徳な手段で金儲けを考える悪坊主。清十郎という息子がいる。
清十郎（せいじゅうろう）
万光寺の倅。紋付袴姿をしており、結婚願望が強い。しかし賽銭泥棒や精肉工場に忍び込んだりと犯罪も犯している。口癖は「かんべんしてくれ」。
峰岸君（みねぎしくん）
団地切っての美少年。三人の幼い兄弟を一人で面倒を看ている。家庭菜園で育てた野菜を団地の住人に売っている。
はじめの母（はじめのはは）
はじめの母。はじめが幼いころに病気で死んでしまった。
管理人さん（かんりにんさん）
12巻で初登場したはじめたちが住む団地の管理人。白目にタラコ唇という異様なルックス。前任者が引退したためやってきた。超能力を持っているらしくはじめの前で神がかり的なことを連発する。
やさしいおじさん
近所にいる浮浪者。家を飛び出したはじめに優しく接し、はじめも心を開いている様子。今の所登場の際の最初に発する言葉は「おお痛い・・・」

## 作品に登場する場所
幸福台団地
はじめとさなえが暮らす団地の名称。千葉県我孫子市の湖北台をモデルとしており、初期の作品には「我孫子市」という表記や柏駅などが登場していた。
スーパーカメヨシ
さなえがよく利用する近所のスーパー。度々作品の中で登場する。